# Campeonato Europeu de Atletismo em Pista Coberta de 2011 - Salto com vara feminino
A prova do salto com vara feminino do Campeonato Europeu de Atletismo em Pista Coberta de 2011 foi disputada no entre os dias 5 e 6 de março de 2011 na AccorHotels Arena em Paris, França.

## Recordes
Antes desta competição, os recordes mundiais e do campeonato nesta prova eram os seguintes:
|                       | Nome              | Nacionalidade | Altura  | Local   | Data                    |
| --------------------- | ----------------- | ------------- | ------- | ------- | ----------------------- |
| Recorde mundial       | Yelena Isinbayeva | Rússia        | 5m 00cm | Donetsk | 15 de fevereiro de 2009 |
| Recorde do campeonato | Yelena Isinbayeva | Rússia        | 4m 90cm | Madri   | 6 de março de 2005      |
| Recorde europeu       | Yelena Isinbayeva | Rússia        | 5m 00cm | Donetsk | 15 de fevereiro de 2009 |

## Medalhistas
| Ouro                | Prata                   | Bronze                   |
| Anna Rogowska (POL) | Silke Spiegelburg (DEU) | Kristina Gadschiew (DEU) |

## Resultados

### Qualificação
Qualificação: 4,55m  (Q) ou os 8 melhores qualificados (q).  
| Posição. | Atleta                | Nacionalidade | 3,90 | 4,15 | 4,35 | 4,45 | 4,50 | 4,55 | Resultados | Notas                |
| -------- | --------------------- | ------------- | ---- | ---- | ---- | ---- | ---- | ---- | ---------- | -------------------- |
| 1        | Anna Rogowska         | Polónia       | –    | –    | –    | o    | –    | o    | 4,55       | Q                    |
| 1        | Elizaveta Ryzih       | Alemanha      | –    | –    | o    | o    | –    | o    | 4,55       | Q                    |
| 1        | Silke Spiegelburg     | Alemanha      | –    | –    | o    | o    | –    | o    | 4,55       | Q                    |
| 4        | Minna Nikkanen        | Finlândia     | –    | o    | xxo  | o    | xxo  | o    | 4,55       | Q,                   |
| 5        | Anastasija Švedava    | Bielorrússia  | –    | o    | o    | o    | o    | xo   | 4,55       | Q,                   |
| 6        | Nikolía Kiriakopoúlou | Grécia        | –    | o    | o    | o    | xo   | xo   | 4,55       | Q, =                 |
| 6        | Aleksandra Kirjašova  | Rússia        | –    | o    | o    | o    | xo   | xo   | 4,55       | Q                    |
| 8        | Kristina Gadschiew    | Alemanha      | –    | –    | o    | xo   | o    | xxo  | 4,55       | Q                    |
| 9        | Jiřina Ptáčníková     | Chéquia       | –    | –    | xxo  | o    | o    | xxo  | 4,55       | Q                    |
| 10       | Anna Giordano Bruno   | Itália        | o    | o    | xxo  | xo   | xxx  |      | 4,45       | Recorde da temporada |
| 11       | Holly Bleasdale       | Reino Unido   | –    | o    | o    | xxo  | xxx  |      | 4,45       |                      |
| 12       | Angelica Bengtsson    | Suécia        | o    | xo   | o    | xxx  |      |      | 4,35       |                      |
| 12       | Victoria Pena         | Irlanda       | o    | xo   | o    | xxx  |      |      | 4,35       | Recorde nacional     |
| 14       | Malin Dahlström       | Suécia        | –    | o    | xxo  | xxx  |      |      | 4,35       |                      |
| 15       | Naroa Agirre          | Espanha       | o    | o    | xxx  |      |      |      | 4,15       |                      |
| 15       | Caroline Bonde Holm   | Dinamarca     | –    | o    | xxx  |      |      |      | 4,15       |                      |
| 17       | Cathrine Larsåsen     | Noruega       | –    | xo   | xxx  |      |      |      | 4,15       |                      |
| 18       | Maria Eleonor Tavares | Portugal      | o    | xxo  | xxx  |      |      |      | 4,15       |                      |
| 19       | Iben Høgh-Pedersen    | Dinamarca     | o    | xxx  |      |      |      |      | 3,90       |                      |
| 20       | Giorgia Benecchi      | Itália        | xo   | xxx  |      |      |      |      | 3,90       |                      |

### Final
A final foi realizada às 15:00 no dia 6 de março de 2011.  
| Posição.          | Atleta                 | Nacionalidade | 4,20 | 4,35 | 4,50 | 4,60 | 4,65 | 4,70 | 4,75 | 4,80 | 4,85 | 4,91 | Resultados | Notas            |
| ----------------- | ---------------------- | ------------- | ---- | ---- | ---- | ---- | ---- | ---- | ---- | ---- | ---- | ---- | ---------- | ---------------- |
| Medalha de ouro   | Anna Rogowska          | Polónia       | –    | o    | –    | xo   | –    | o    | xo   | o    | xo   | xxx  | 4,85       | Recorde nacional |
| Medalha de prata  | Silke Spiegelburg      | Alemanha      | –    | –    | o    | –    | xo   | o    | xo   | x–   | xx   |      | 4,75       |                  |
| Medalha de bronze | Kristina Gadschiew     | Alemanha      | –    | o    | o    | o    | o    | x–   | xx   |      |      |      | 4,65       |                  |
| 4                 | Jiřina Ptáčníková      | Chéquia       | –    | o    | o    | o    | xx–  | x    |      |      |      |      | 4,60       | =                |
| 4                 | Minna Nikkanen         | Finlândia     | o    | o    | o    | o    | xxx  |      |      |      |      |      | 4,60       | Recorde nacional |
| 6                 | \|Aleksandra Kirjašova | Rússia        | o    | xo   | o    | o    | xxx  |      |      |      |      |      | 4,60       |                  |
| 7                 | Elizaveta Ryzih        | Alemanha      | –    | –    | xxo  | x–   | xx   |      |      |      |      |      | 4,50       |                  |
| 8                 | Anastasija Švedava     | Bielorrússia  | o    | o    | xxo  | xxx  |      |      |      |      |      |      | 4,50       |                  |
| 9                 | Nikolía Kiriakopoúlou  | Grécia        | xo   | o    | xxx  |      |      |      |      |      |      |      | 4,35       |                  |

Legenda
| Recorde mundial       | Recorde mundial (World record)               |                       | Recorde africano                      | Recorde africano (African) |                                           | Q | Classificado por posição (Qualified) |
| Recorde do campeonato | Recorde do campeonato (Championship record)  | Recorde da América    | Recorde da América (Americas)         | q                          | Classificado por melhor tempo (Qualified) |   |                                      |
| Melhor marca do ano   | Melhor marca do ano (World leading)          | Recorde asiático      | Recorde asiático (Asian)              | DNS                        | Não largou (Did not start)                |   |                                      |
| Recorde nacional      | Recorde nacional (National record)           | Recorde europeu       | Recorde europeu (European)            | DNF                        | Não terminou (Did not finish)             |   |                                      |
| Recorde pessoal       | Recorde pessoal do atleta (Personal best)    | Recorde da Oceania    | Recorde da Oceania (Oceania)          | DSQ / DQ                   | Desclassificado (Disqualified)            |   |                                      |
| Recorde da temporada  | Recorde da temporada do atleta (Season best) | Recorde sul-americano | Recorde sul-americano (South America) | NM                         | Sem marca (No mark)                       |   |                                      |